# Cromorno

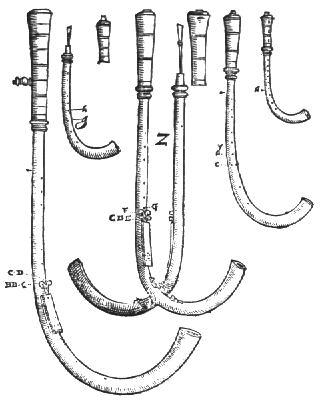

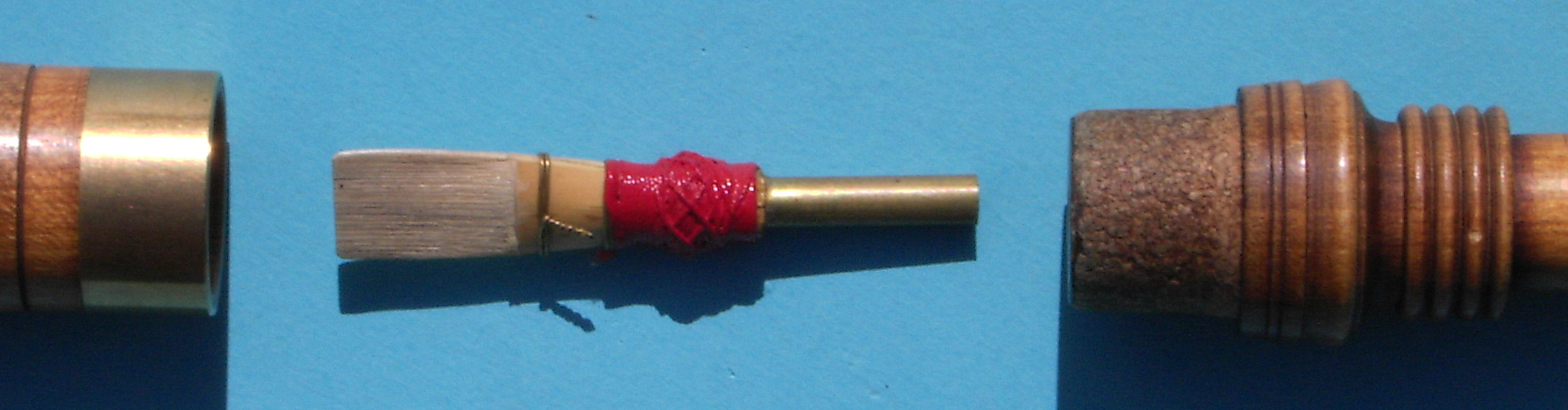

Il cromorno (cornamuto torto, storta) è uno strumento a fiato ad ancia doppia incapsulata. In un organo costruito a Dresda nel 1489 compare un registro di "Krummhorn", il che fa supporre che lo strumento fosse già di uso corrente nella seconda metà del XV secolo.

## Etimologia
Cromorno deriva dal tedesco Krummhorn, composto da "krumm" che significa curvo e "Horn" che significa corno, perciò significa corno ricurvo. Nel XVI secolo in Italia questo strumento si chiamava cornamuto torto o storta, mentre il nome cromorno è una traslitterazione moderna dal francese e designa piuttosto il registro d'organo.

## Caratteristiche
Il cromorno è costruito in legno d'acero o di bosso, la canna ha una foratura cilindrica (ripiegata a caldo a forma di "manico d'ombrello") con sei o sette fori di diteggiatura, e il suono è prodotto da un'ancia doppia incapsulata. A volte ha pure una campana. Questo strumento ha un'estensione limitata a poco più di un'ottava, ed è prevalentemente usato in insiemi omogenei (che includono le quattro taglie di soprano, contralto, tenore e basso).
| Taglia       | Estensione (note raggiunte dal cromorno moderno tra parentesi) |
| soprano      | do3 – re4 (– fa4) lo strumento è privo del do#3                |
| contralto    | fa2 – sol3 (– la3) lo strumento è privo del fa#2               |
| tenore       | do2 – re3 (– fa3) lo strumento è privo del do#2                |
| basso        | fa1 – sol2(– la2) lo strumento è privo del fa#1                |
| contrabbasso | do1 – re2 (– fa2) lo strumento è privo del do#1                |

## Storia
Nel Rinascimento e nella prima metà del XVII secolo il cromorno era lo strumento più diffuso fra quelli ad ancia incapsulata, e godeva di grande popolarità soprattutto in Francia, Germania e nei Paesi Bassi, mentre in Italia ebbe minor successo. Veniva utilizzato sia nella musica sacra che in quella profana.  
Il compositore ed editore musicale Tielman Susato, uno dei principali stampatori di musica del XVI secolo, aveva la sua sede in un edificio di Anversa detto "den Cromhorn".

## Registro d'organo
La diffusione dello strumento è attestata indirettamente anche dal fatto che fu realizzato uno specifico registro d'organo per imitarne il suono.